# Herbert Binkert
Herbert Binkert (Saarbrücken, 3 de setembro de 1923 - 4 de janeiro de 2020) foi um futebolista e treinador de futebol alemão.

## Carreira
Jogou a maior parte de sua carreira no 1. FC Saarbrücken, onde teve 2 passagens: entre 1942 e 1945 (quando o clube ainda se chamava FV Saarbrücken, atuou em 11 jogos e fez 13 gols) e a mais destacada, entre 1948 e 1960 (188 jogos e 23 gols), quando se aposentou dos gramados. Ele também atuou no Karlsruher FC Phönix e no VfB Stuttgart.

## Seleção do Sarre
Entre 1951 e 1956, Binkert atuou pela Seleção do Sarre, inclusive participando das eliminatórias da Copa de 1954, tendo como técnico o futuro campeão mundial Helmut Schön; embora tivesse chegado  a superar a Noruega por 3 a 2 (Binkert foi o autor do primeiro gol da equipe), o Sarre não conseguiu a classificação, obtida pela Alemanha Ocidental, quando precisava vencê-la. Após as eliminatórias, Binkert (maior artilheiro da seleção empatado com Herbert Martin, com 6 gols) e os demais jogadores do território ficaram inelegíveis para uma possível convocação de Sepp Herberger à Seleção da Alemanha.

## Morte
Faleceu em 4 de janeiro de 2020, aos 96 anos.

## Links
- Herbert Binkert em National-Football-Teams.com